# Dominique Mlynarski
 Dominique Mlynarski est le président de la commission nationale mixte de sécurité et d'animation dans les stades  de la LFP depuis mars 2005. Il a été auparavant le speaker du Stade rennais et du Stade Malherbe de Caen.

## Biographie
Dominique Mlynarski, d'origine bretonne, a pratiqué le football dans sa jeunesse dans la région de Caen et de Rennes. Une blessure l'oblige à arrêter de jouer. Il travaille ensuite dans le domaine des transports. 
Passionné de football, il se met en relation avec le Stade rennais et devient le speaker du stade. Après une mutation en 1993 à Caen, il devient le speaker du tout nouveau stade Michel-d'Ornano. Parallèlement à ces activités de speaker, il entre à la commission mixte LFP/FFF de sécurité des stades. En 1996, il participe à la création du nouveau groupe de supporters le MNK dont il est le premier président.
Il retourne ensuite à Rennes en 2001. Il est élu « micro d'or » pour la saison 2001-2002. 
Depuis mars 2005, il est le président de la commission de sécurité et d'animation de la LFP.

## Parcours
- speaker au stade de la route de Lorient ( - 1993)
- speaker au stade Michel-d'Ornano (1993-2001), président du Malherbe Normandy Kop (mars 1996-octobre 1997)
- speaker au stade de la route de Lorient (2001-2005)
- président de la commission nationale mixte de sécurité d'animation dans les stades (CNMSA) (mars 2005-)